# Alice Mizzau
Alice Mizzau (Udine, 18 marzo 1993) è un'ex nuotatrice italiana, specializzata nello stile libero.
Dal 13 dicembre 2011 fa parte del gruppo sportivo delle Fiamme Gialle.

## La sua carriera
Originaria di Beano di Codroipo, vanta tre medaglie (oro, argento e bronzo) nelle staffette 4x100, 4x200 stile libero e 4x100 mista ai Campionati europei di Debrecen 2012. Nella prova individuale dei 100 metri sl e dei 200 metri sl si è invece classificata al quarto posto.
Ai campionati europei giovanili del 2009 ha ottenuto la medaglia d'argento nella staffetta 4x100 stile libero, alle spalle della formazione tedesca.
Ha conquistato anche numerose medaglie ai campionati italiani: oro e argento nelle staffette 4x100 e 4x200 sl ai campionati primaverili 2011, bronzo nella staffetta 4x50 sl ai campionati estivi 2011, bronzo nei 100 sl ai campionati invernali 2011, tre argenti (100 m sl, 200 m  sl, 4x200 m sl) ai campionati primaverili 2012.
Cresciuta nelle file dell'Unione Nuoto Friuli fino al 2009, si è successivamente trasferita a San Marino, allenandosi sotto la guida del tecnico Max di Mito; nel 2015 si è trasferita a Sabadell per allenarsi sotto la guida di Fred Vergnoux.
Stabilisce il record italiano nella staffetta 4x100 m stile libero con le compagne Federica Pellegrini, Laura Letrari e  Erika Ferraioli con il tempo di 3'39"74, classificata 12ª in batteria ai Giochi Olimpici di Londra 2012 .
Il 28 luglio 2013, all'esordio ai campionati del mondo di Barcellona, stabilisce assieme alle compagne Federica Pellegrini, Silvia Di Pietro ed Erika Ferraioli il nuovo primato italiano nella staffetta 4x100 m stile libero con il crono di 3'39"50.
Negli anni successivi ottiene varie medaglie in staffetta, compreso un argento mondiale, un oro europeo ed un bronzo mondiale in vasca corta. Nel 2024, al termine dei campionati italiani invernali, annuncia il ritiro dalle competizioni.

## Palmarès
- Mondiali

Kazan 2015: argento nella 4x200m sl.
- Mondiali in vasca corta

Doha 2014: bronzo nella 4x100m sl.
- Europei

Debrecen 2012: oro nella 4x200m sl, argento nella 4x100m misti e bronzo nella 4x100m sl.
Berlino 2014: oro nella 4x200m sl e bronzo nella 4x100m sl.
Roma 2022: bronzo nella 4x200m sl mista.
- Giochi del Mediterraneo

Orano 2022: argento nella 4x200m sl, bronzo nei 200m sl e nella 4x100m sl.
- Europei giovanili

Praga 2009: argento nella 4x100m sl.
- Gymnasiadi

Doah 2009: argento nei 200m sl e bronzo nella 4x100m sl.